# 앙리 2세 드 샹파뉴 백작

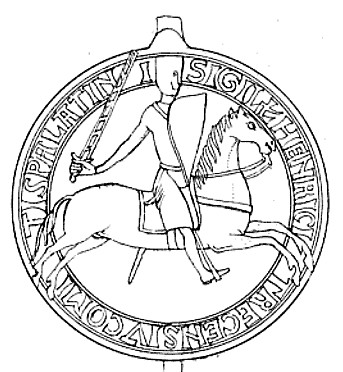

앙리 2세 드 샹파뉴 백작(Henry II, Count of Champagne, 1166년 7월 29일 – 1197년 9월 10일)은 1181년부터 1197년까지 상파뉴 백작이었고, 예루살렘 국왕은 예루살렘의 이사벨 1세 (예루살렘) 여왕과 결혼하여 1192년부터 1197년까지 유소리스를 통치했다.

## 어린 시절
앙리는 앙리 1세 드 샹파뉴 백작과 프랑스 왕 루이 7세와 엘레오노르 다키텐 여공작의 딸인 마리(Marie)의 큰 아들이었다. 이모 상파뉴 드 아델라(Adela of Champagne)는 루이 7세의 세 번째 부인이었다. 1171년에 헨리는 에노의 이사벨라와 약혼했다. 대신 그녀가 프랑스의 필리프 2세와 결혼하자 그의 아버지, 숙모, 다른 가족들은 분노했다. 이는 아델라 여왕의 세력을 이사벨라의 가족에게 적대적으로 만들었고 프랑스 궁정에 긴장감을 불러일으켰다. 앙리의 아버지는 1181년에 사망했고 그의 어머니는 1187년까지 섭정으로 통치했다.